# Navajo National Monument

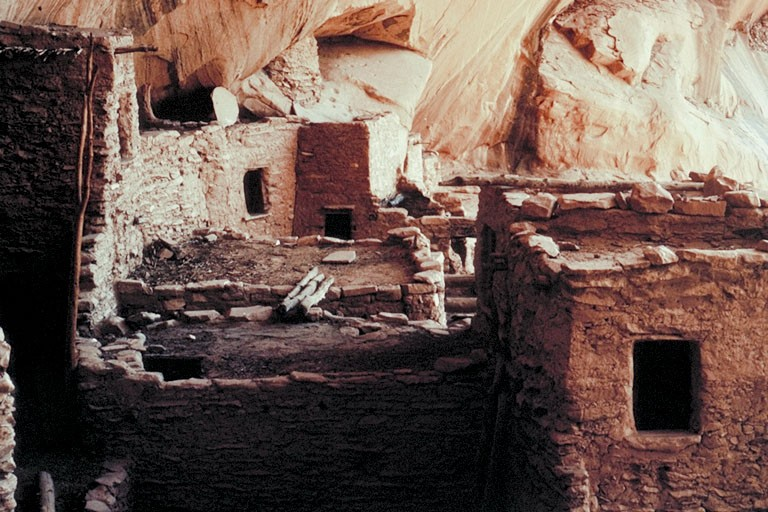
Osada Keet Seel w Navajo National Monument

Navajo National Monument – amerykański pomnik narodowy, znajdujący się w stanie Arizona. Na jego obszarze znajdują się ruiny trzech osad wybudowanych przez Indian w pionowym urwisku. Osady noszą nazwy Betatakin, Inscription House i Keet Seel.
Park został ustanowiony przez prezydenta Williama Howarda Tafta 20 marca 1909 roku. W 1912 roku zmniejszono obszar znajdujący się pod ochroną. Obecnie zajmuje on powierzchnię 1,46 km² i jak wiele innych pomników narodowych zarządzany jest przez National Park Service.